# Kate Siegel
Kate Gordon Siegelbaum (Silver Spring, 13 de agosto de 1982), mas conhecida como Kate Siegel, é uma atriz e roteirista americana, conhecida por sua atuação no filme Ouija: A Origem do Mal, e nas séries A Maldição da Residência Hill e A Maldição da Mansão Bly, ambas da Netflix.

## Vida Pessoal
Kate Siegel nasceu em Silver Spring, Maryland, EUA. Ela frequentou a St. Andrew's Episcopal School em Maryland, e se formou na Syracuse University em 2004. Siegel tem como religião o judaísmo. Em 2008, ela se assumiu bissexual e revelou que já havia se relacionado com outras mulheres antes. No início de 2016, ela se casou com o diretor Mike Flanagan e eles possuem dois filhos: Cody e Theodora (nome dado em homenagem ao personagem de Siegel em A Maldição da Residência Hill). Ela também é madrasta do primeiro filho de Flanagan.

## Carreira
Em 2016, Siegel fez sua estréia como roteirista ao lado de seu marido, Mike Flanagan, em Hush. O filme teve sua estreia mundial na South by Southwest em 11 de março de 2016 e foi lançado na Netflix em 8 de abril de 2016. Nesse mesmo ano, Siegel apareceu em Ouija: A Origem do Mal, também dirigido por Flanagan e lançado em 21 de outubro de 2016.
Em 2017, estrelou ao lado de Carla Gugino e Bruce Greenwood na adaptação cinematográfica de Jogo Perigoso, de Stephen King, também dirigido por Flanagan. O filme foi lançado em 29 de setembro de 2017, pela Netflix.
Em 2018, teve um papel principal como Theodora Crain na série de terror sobrenatural da Netflix A Maldição da Residência Hill. A série fora baseada no romance de 1959 de Shirley Jackson intitulado A Assombração da Casa na Colina (no original: The Haunting of Hill House), já anteriormente adaptado para os filmes Desafio do Além (1963) e A Casa Amaldiçoada (1999).
Em 2020, interpretou Viola Willoughby na série de terror sobrenatural da Netflix A Maldição da Mansão Bly, baseada no romance de 1898 A Volta do Parafuso (no original: The Turn of the Screw), de Henry James.
Em julho de 2024, ela foi confirmada para dirigir um segmento para V/H/S/Beyond, que será lançado exclusivamente no Shudder em 4 de outubro de 2024.

## Filmografia

### Filme
| Ano  | Título                        | Papel             | Notas                |
| ---- | ----------------------------- | ----------------- | -------------------- |
| 2007 | Hacia la oscuridad            | Jenn              |                      |
| 2007 | The Curse of the Black Dahlia | Jennifer          |                      |
| 2007 | Steam                         | Elizabeth         |                      |
| 2008 | Knocked Down                  | Lance's Assistant | Curta                |
| 2009 | Puke in My Mouth              | Ms Taken 2        | Curta                |
| 2012 | Wedding Day                   | Erica             |                      |
| 2012 | The Collector                 | Jess              | Curta                |
| 2013 | Man Camp                      | Teresa            |                      |
| 2013 | Oculus                        | Marisol Chavez    |                      |
| 2014 | Demon Legacy                  | Jack              |                      |
| 2014 | Dead Room: Origins            | Jade              | Curta                |
| 2015 | The Program                   | Natalie           | Curta                |
| 2015 | Wine Jabs                     | Vivian            | Curta                |
| 2016 | Hot                           | Beth              |                      |
| 2016 | Hush - A Morte Ouve           | Maddie Young      | Roteirista           |
| 2016 | Ouija: A Origem do Mal        | Jenny Browning    |                      |
| 2017 | Jogo Perigoso                 | Sally             |                      |
| 2019 | Let's Go Down                 | Ember             | Curta                |
| 2021 | Hypnotic                      | Jenn Tompson      | Filme para a Netflix |

### Televisão
| Ano  | Título                        | Papel                          | Notas                            |
| ---- | ----------------------------- | ------------------------------ | -------------------------------- |
| 2009 | Ghost Whisperer               | Cheryl                         | Episódio: "This Joint's Haunted" |
| 2010 | Numb3rs                       | Rachel Hollander               | Episódio: "And the Winner Is…"   |
| 2012 | The Unknown                   | Evey Kyler                     | Episódio: "Prime Cut"            |
| 2012 | Castle                        | Nadia                          | Episódio: "47 Seconds"           |
| 2012 | Where Would We Be             | Stephanie                      | Episódio: "Pilot"                |
| 2013 | Mob City                      | Tandy                          | Episódio: "Stay Down"            |
| 2018 | A Maldição da Residência Hill | Theodora "Theo" Crain (adulta) | Papel principal; 10 episódios    |
| 2020 | Hawaii Five-0                 | Joanna                         | 1ª temporada, episódio 14        |
| 2020 | A Maldição da Mansão Bly      | Viola Willoughby               | 2 episódios                      |
| 2021 | Missa da Meia-Noite           | Erin Greene                    | Papel principal; 7 episódios     |
| 2022 | A Queda da Casa de Usher      | Camille L'Espanaye             | Papel principal                  |
| TBA  | The Time Traveler's Wife      | Annette DeTamble               | Filmando                         |